# فرار (اشتراوس و ژیرو)
فرار، اشتراوس و ژیرو (انگلیسی: Farrar, Straus and Giroux) (اف‌اس‌جی) شرکت انتشاراتی آمریکایی است که در ۱۹۴۶ توسط راجر دبلیو. اشتراوس و جان سی. فرار تأسیس شد. اف‌اس‌جی برای کتاب‌های ادبی و نویسندگانش که برنده جوایز بسیاری از جمله جایزه پولیتزر، جایزه صلح نوبل و جایزه صلح نوبل شده‌اند، مشهور است. این انتشارات امروزه بخشی از مکمیلن است.